# Fezzan

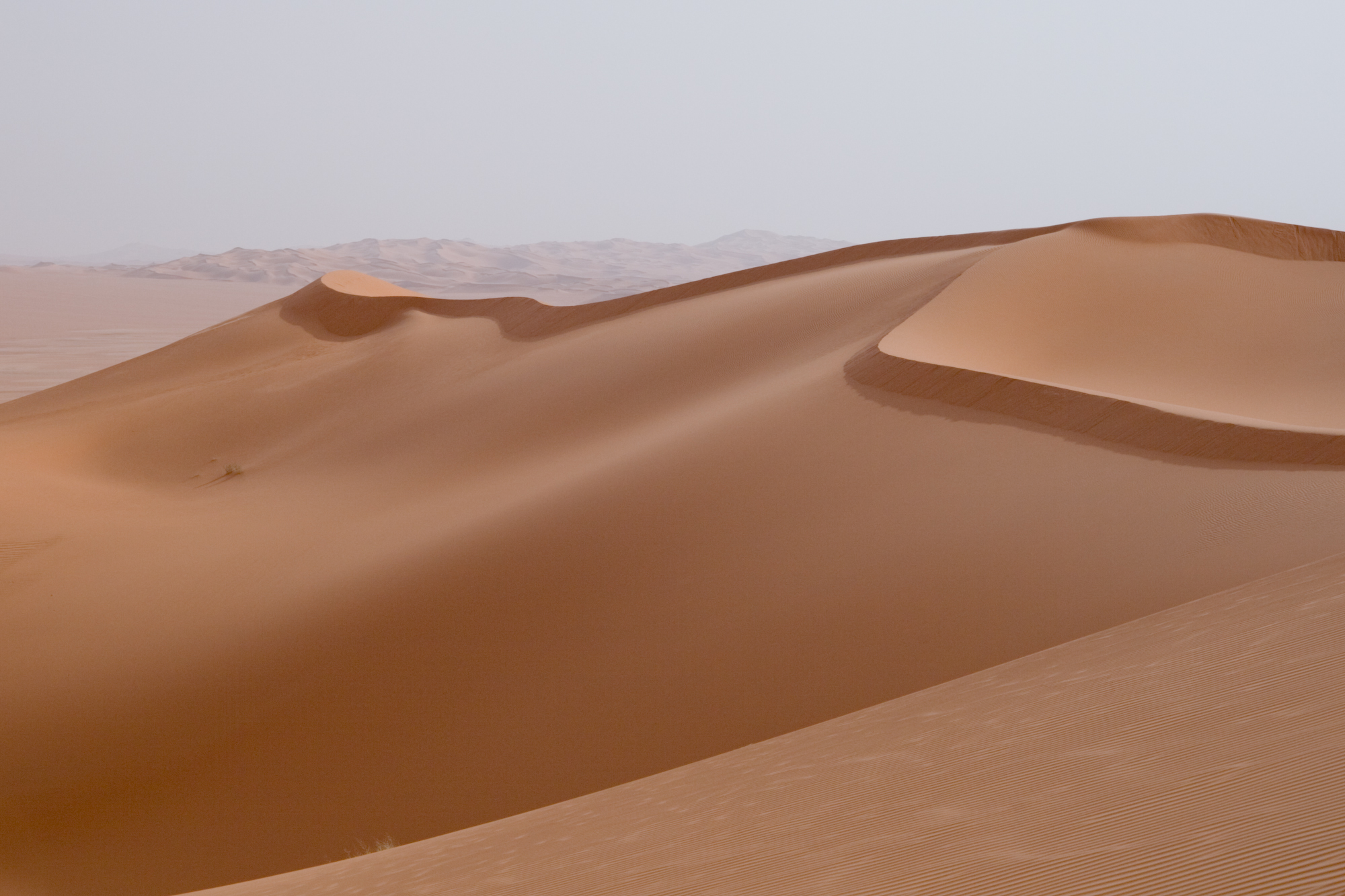
Fezzan, 2007

Fezzan, arabiska فزان, är ett ökenområde mitt i Sahara. Det ligger i den sydvästra delen av Libyen. Området gränsar till Algeriets stora östra sandöken i väster, till Niger och Tchad i söder och till Libyens kustzon Tripolitanien i norr. I öster finns den stora libyska öknen. Fezzan omfattar ungefär 700 000 km² och är alltså nästan dubbelt så stort som Sverige.
Trots att området till största delen är ofruktbar öken lever tusentals människor här. Befolkningen i Fezzan består både av araber och invandrare från länderna söder om Sahara. 
Den största och egentligen enda staden är Sebha. Den är idag knutpunkt för landtransporter mellan Tunisien och Libyen i norr genom öknen till länderna söderut.

## Tuaregerna
Tuaregerna, ”det blåa folket”, som finns i Fezzan och i angränsade länder har i många århundraden levt ett nomadliv och försörjt sig på handel och transport av salt, guld och slavar. Det finns fortfarande en del av dem som fortfarande driver kamelkaravaner genom öknen. Tuaregerna har ett eget språk, tamashek.

## Naturen
Området är mycket torrt och det lilla regn som kan komma är inte tillräckligt för att kunna användas till någon nämnvärd jordbruksproduktion. I närheten av en del oaser finner man dock en begränsad konstbevattnad odling av citrusfrukter, olivträd och fikon. Det viktigaste produkten är dadlar från dadelpalmer. 
Naturen består av stora sandöknar. Det finns också ökenplatåer, bergskedjor, sten- och grusöknar. I Fezzan finner man enstaka uttorkade floder – wadis. Här växer ofta en del buskar och ett och annat träd.

## Förhistoriska bosättningar
Hela Fezzan liksom det övriga Sahara har varit utsatt för stora klimatförändringar under tidernas lopp. Spår av mänsklig bosättning finns bland annat i form av klippmålningar i bergskedjan Akakus och hällristningar i den uttorkade floden Wadi Methkandoush. 
Man har funnit spår av mänskliga bosättningar långt tillbaka i tiden. Man brukar tala om fem olika perioder. De äldsta spåren är 12 000 år gamla i form av hällristningar med motiv på vilda djur som elefanter, giraffer, flodhästar och bufflar. På den tiden var Sahara en stor savann. Under en tidsperiod som börjar för ungefär 10 000 år sedan tillkom mycket artistiskt utformade klippmålningar som visar att det fanns en viss kultur. Några tusen år senare  börjar det tempererade klimatet successivt bli torrare och avbildningarna börjar rent konstnärligt att bli av sämre kvalitet. För 3 000 år sedan börjar perioden där hästar blir avbildade. Det tyder på möjligheter för bättre kommunikationer och att handel kunde företas över större avstånd. Det är från denna tid vi kan se de första spåren av tuaregarnas skriftspråk. 
Den femte och sista perioden började för 2 000 år sedan. Det är under denna mycket torra tid som liknar dagens Sahara när kamelerna börjar användas för transporter genom Sahara. I Germa fanns under denna tid i över 1 000 år ett välutvecklat samhälle. Dagens ’oasstäder’ (Ghadames, Ghat, Murzuk, Sebha) kom att bli viktiga knutpunkter för dessa kamelkaravaner på väg från Tripoli och Tunisien i norr till In Salah och Tamanrasset i Algeriet väster och till Agadez i Niger i söder.

## Europeiska erövringar
Under de stora upptäcktsresandens tid på 1800-talet försökte ett flertal europeiska äventyrare undersöka Fezzan. Det fick dock aldrig någon stor ekonomisk betydelse och det var först i början av 1900-talet som italienarna vid det ottomanska rikets tillbakagång började intressera sig för området. Efter att ha besatt norra delen av nuvarande Libyen dröjde det dock ända till 1930 innan de hade fått kontroll över Fezzan.